# Veitsch (Gemeinde Sankt Barbara)
Veitsch (auch Dorf-Veitsch) ist eine Ortschaft und als Veitsch Dorf eine Katastralgemeinde der Gemeinde Sankt Barbara im Mürztal im Bezirk Bruck-Mürzzuschlag in Steiermark.
Die Ortschaft befindet sich in der Veitsch, einem Seitental der Mürz. Hier vereinigen sich die Große Veitsch und die Kleine Veitsch zur Veitsch, die auch Lambach genannt wird.

## Siedlungsentwicklung
Zum Jahreswechsel 1979/1980 befanden sich in der Katastralgemeinde Veitsch Dorf insgesamt 118 Bauflächen mit 35.254 m² und 56 Gärten auf 27.043 m², 1989/1990 gab es 109 Bauflächen. 1999/2000 war die Zahl der Bauflächen auf 314 angewachsen und 2009/2010 bestanden 153 Gebäude auf 341 Bauflächen.

## Bodennutzung
Die Katastralgemeinde ist land- und forstwirtschaftlich geprägt. 18 Hektar wurden zum Jahreswechsel 1979/1980 landwirtschaftlich genutzt und 27 Hektar waren forstwirtschaftlich geführte Waldflächen. 1999/2000 wurde auf 8 Hektar Landwirtschaft betrieben und 30 Hektar waren als forstwirtschaftlich genutzte Flächen ausgewiesen. Ende 2018 waren 7 Hektar als landwirtschaftliche Flächen genutzt und Forstwirtschaft wurde auf 30 Hektar betrieben. Die durchschnittliche Bodenklimazahl von Veitsch Dorf beträgt 23,2 (Stand 2010).